# Kanombe
Kanombe (Kinyarwanda Umurenge wa Kanombe) ist einer von 10 Sektoren des Distrikts Kicukiro in Kigali, Ruanda.

## Geographie
Der Sektor hat eine Fläche von 23,0 km² und liegt auf einer Höhe von etwa 1490 m. Nachbarsektoren sind im Norden Remera, im Nordosten Nyarugunga, im Osten Masaka, im Süden Mwogo, im Südwesten Gahanga, im Westen Kagarama und im Nordwesten Niboxe. Der Sektor unterteilt sich in die Zellen Busanza, Kabeza, Karama und Rubirizi.

## Bevölkerung
Nach Stand der Volkszählung von 2022 liegt die Einwohnerzahl bei 72.346. Zehn Jahre zuvor waren es 44.426, was einem jährlichen Bevölkerungszuwachs von 5,0 Prozent zwischen 2012 und 2022 entspricht.

## Verkehr
Entlang der Nordgrenze verläuft die Nationalstraße 4.